# Норт-Гейвен (Коннектикут)
Норт-Гейвен (англ. North Haven) — місто (англ. town) в США, в окрузі Нью-Гейвен штату Коннектикут. Населення — 24 253 особи (2020).

## Демографія
Згідно з переписом 2010 року, у місті мешкали 24 093 особи в 9135 домогосподарствах у складі 6632 родин. Було 9491 помешкання
Расовий склад населення:
| - 89,9 % — білих - 4,7 % — азіатів - 3,0 % — чорних або афроамериканців - 0,1 % — корінних американців |

До двох чи більше рас належало 1,4 %. Частка іспаномовних становила 3,9 % від усіх жителів.
За віковим діапазоном населення розподілялося таким чином: 20,8 % — особи молодші 18 років, 59,3 % — особи у віці 18—64 років, 19,9 % — особи у віці 65 років та старші. Медіана віку мешканця становила 45,5 року. На 100 осіб жіночої статі у місті припадало 92,4 чоловіків;  на 100 жінок у віці від 18 років та старших — 90,2 чоловіків також старших 18 років.
Середній дохід на одне домашнє господарство  становив 116 702 долари США (медіана — 96 273), а середній дохід на одну сім'ю — 138 223 долари (медіана — 115 612). Медіана доходів становила 67 766 доларів для чоловіків та 55 704 долари для жінок. За межею бідності перебувало 3,6 % осіб, у тому числі 1,7 % дітей у віці до 18 років та 7,2 % осіб у віці 65 років та старших.
Цивільне працевлаштоване населення становило 12 808 осіб. Основні галузі зайнятості: освіта, охорона здоров'я та соціальна допомога — 29,9 %, науковці, спеціалісти, менеджери — 10,7 %, роздрібна торгівля — 10,2 %, виробництво — 9,9 %.